# Charles Ndukauba

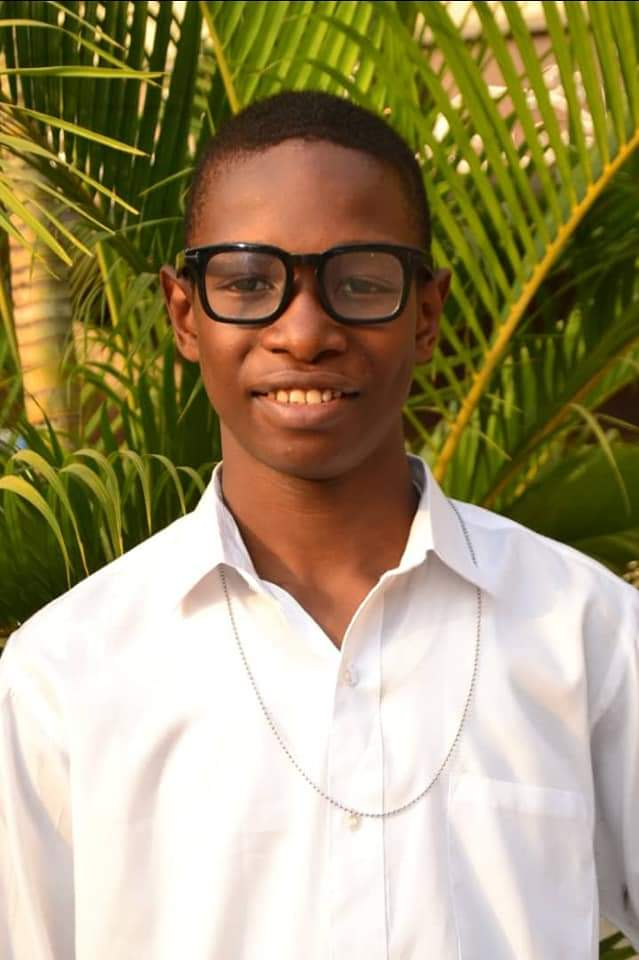
Charles Chinedu Ndukauba-Okeke, 2022

Charles Chinedu „Ndukauba“ Okeke (* 12. Juni 2007 in Onitsha, Anambra, Nigeria) ist ein nigerianischer Schriftsteller und Dichter, dessen Werk Belletristik, Sachbücher, Gedichte und Memoiren umfasst. Seine Arbeiten wurden bei Radio Sapientia, The Nigerian Voice, Isele Magazine und Open Country Mag vorgestellt.

## Leben
Charles wurde in Onitsha im Bundesstaat Anambra geboren, stammt jedoch aus Ogboji im Regierungsbezirk Orumba South im Bundesstaat Anambra. Er wuchs in einer siebenköpfigen Familie auf und war das vierte Kind. Sein Vater war Sylvester, seine Mutter Anastasia Okafor. Ndukauba schloss sein Studium am Christ the King College in Onitsha ab und wurde Mitglied im Anambra State Children’s Parliament.

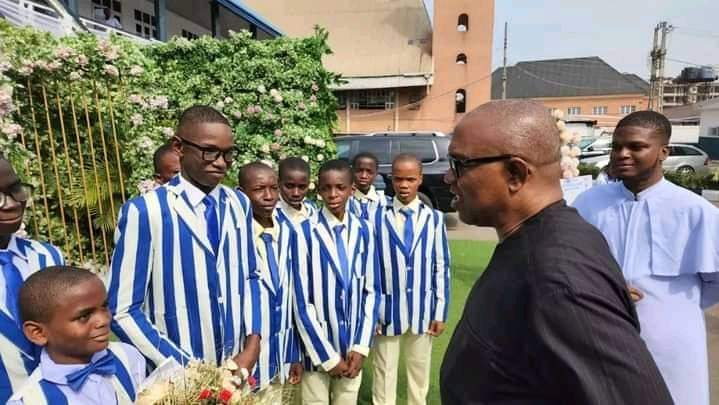
Ndukauba und Peter Obi (2022)

Im Jahr 2021 wurde er für herausragende Leistungen von seiner Alma Mater mit dem Best Student Award ausgezeichnet. Er wurde Delegierter und Vertreter seines Staates Anambra in Abuja für das Nationale Kinderparlament, das im Dezember 2022 stattfand. Er ist der Autor von zwei Büchern; „Upholding the Christian Values in our Contemporary World“ und „The Vision of Focus using Natural Weapon“, die er 2023 selbst veröffentlichte. Er ist bekannt für sein Eintreten für die Bildung von Mädchen im Südosten Nigerias.

### Unterhaltung
Er kündigte außerdem seine erste Talkshow, die Lifelong Connect Show, im Jahr 2024 an.

## Auszeichnungen
- Tomorrow Magazin 2018: Contriburing writers of the Year-Award
- National Ambassador of Anambra State Children’s Parliament in Anambra State, Nigeria, 2021, Anambra State Government und die State Ministry of Women Affairs and Social Development[6]
- Am 13. December 2022 Der Botschafter des Nationalen Kinderparlaments in Abuja; an award for organisation by President of Nigeria und Ministry.of Affairs.[7]

## Publikationen

### Bücher
- Role of Teachers in Child's education; ISBN 978-1-312-52669-3
- Dear Nwachukwu or The Narrative of being a Man; ISBN 978-1-304-80854-7
- Live as of we had a Choice[8]

### Artikel
- Menschenrechte in Nigeria: Eine Reflexion zum 75. Jahrestag der Welterklärung[9]

- Verlauf der Unabhängigkeit Nigerias[10]
- Anambra State Children’s Parliament: A league of Organization for Fostering Child rights protection, Survival Need as Presented in the Anambra Child’s Right Law
- Commentary on the meaning of Catholicism: General Reflection on the recent proposal and acceptance of the Holy Father Pope Francis and the LGBTQ community in the enhancement of gender discrimination and Culture